# ألكسندرا مازوكو
ألكسندرا مازوكو (بالألمانية: Alexandra Mazzucco) مواليد 29 يناير 1993 في لاوف آن در بغنيتز، ألمانيا، هي لاعبة كرة يد ألمانية تلعب كجناح أيمن. مثلت منتخب ألمانيا لكرة اليد للسيدات.

## سجل المنافسة
شاركت في البطولات التالية:
- بطولة العالم لكرة اليد للسيدات 2015

## روابط خارجية
- ألكسندرا مازوكو على موقع الاتحاد الأوروبي لكرة اليد (الإنجليزية)